# Jankov (okres Benešov)
Jankov (Duits: Jankau of Jankau bei Wotitz)  is een Tsjechische gemeente in de regio Midden-Bohemen en maakt deel uit van het district Benešov. Het dorp ligt op zo'n 9 km afstand van Votice en op 16 km afstand van de stad Benešov.
Jankov telt 916 inwoners (2024).

## Geografie
De gemeente bestaat uit de volgende plaatsen:
- Jankov
- Bedřichovice
- Čečkov
- Čestín
- Jankovská Lhota
- Nosákov
- Odlochovice
- Otradovice
- Pičín
- Podolí

Jankov ligt in het gebied dat Tsjechisch Siberië (Česká Sibiř) wordt genoemd. Door het dorp stroomt de rivier de Chotýšanka, een zijrivier van de Blanice.

## Geschiedenis
De eerste schriftelijke vermelding van een nederzetting op het grondgebied van Jankov dateert van 1352; de naam van het dorp dook voor het eerst op in 1543.

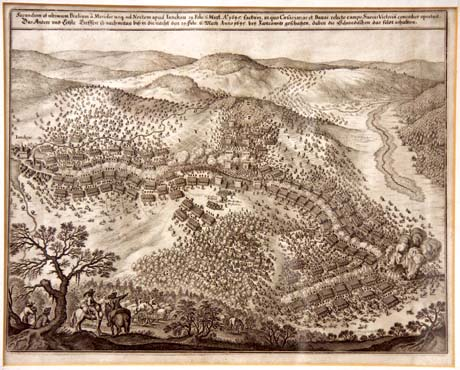
Kopergravure van de Slag bij Jankov

Op 6 maart 1645 raakten Zweedse troepen van generaal Torstenson bij Jankov slaags met de Oostenrijkse keizerlijke troepen, die onder leiding stonden van de generaals Götz en Hatzfeld, hetgeen resulteerde in een bloedige veldslag, bekend als de Slag bij Jankov. Na de nederlaag van de Oostenrijkse keizerlijke troepen, vonden onderhandelingen plaats om een einde te maken aan dit pan-Europese conflict. Een monument en grafheuvel in de buurt van Jankov herinneren nog aan deze gebeurtenis.
Sinds 1960 maakt Jankov deel uit van het district Benešov. De deelgemeente Bedřichovice behoorde van 1921 tot 1979 bij de voormalige Čestín en Pičín was tot en met die datum een zelfstandige gemeente. Alle drie de dorpen gingen per 1 januari 1980 op in de gemeente Jankov.

## Verkeer en vervoer

### Autowegen
De regionale weg II/150 loopt door de gemeente en verbindt Jankov met Votice, Louňovice pod Blaníkem, Čechtice en  Ledeč nad Sázavou. 

### Spoorlijnen
Er is geen station in Jankov. Het dichtstbijzijnde station is in Votice, op zo'n tien kilometer afstand.

### Buslijnen
Lijn 532, 550 en 553 van CŠAD Benešov bedienen de gemeente en verbinden Jankov met Votice, Vlašim en Benešov.

### Fietsroutes
Door de gemeente lopen verschillende fietsroutes:
- 0033 Bystřice - Jankov;
- 0042 Jankov - Neustupov - Heřmaničky - Prčice;
- 0068 Čerčany - Okrouhlice - Popovice - Jankov;
- 112 Louňovice pod Blaníkem - Votice - Kosova Hora.

### Wandelroutes
De gele route Votice - Kaliště - Bedřichovice en blauwe route Jankov - Zvěstov - Šlapánov lopen door het dorp.

## Evenementen
Ieder jaar wordt in Jankov de zogeheten Mars in de voetsporen van de Slag bij Jankov gehouden. Deelnemers kunnen de route afleggen in de vorm van een wandeling of fietstocht. Onderweg leert men over het verloop van de slag en de grotere Dertigjarige Oorlog. Aan het einde van de mars wordt de slag uitvoerig nagebootst.

## Geboren in Jankov
- Josef Šusta (1835–1914), aquaculturist

## Bezienswaardigheden
- Sint-Johannes de Doperkerk op het dorpsplein;
- Niskapel op het dorpsplein;
- Monumentale watermolen;
- Monument voor de Slag bij Jankov.

## Galerij

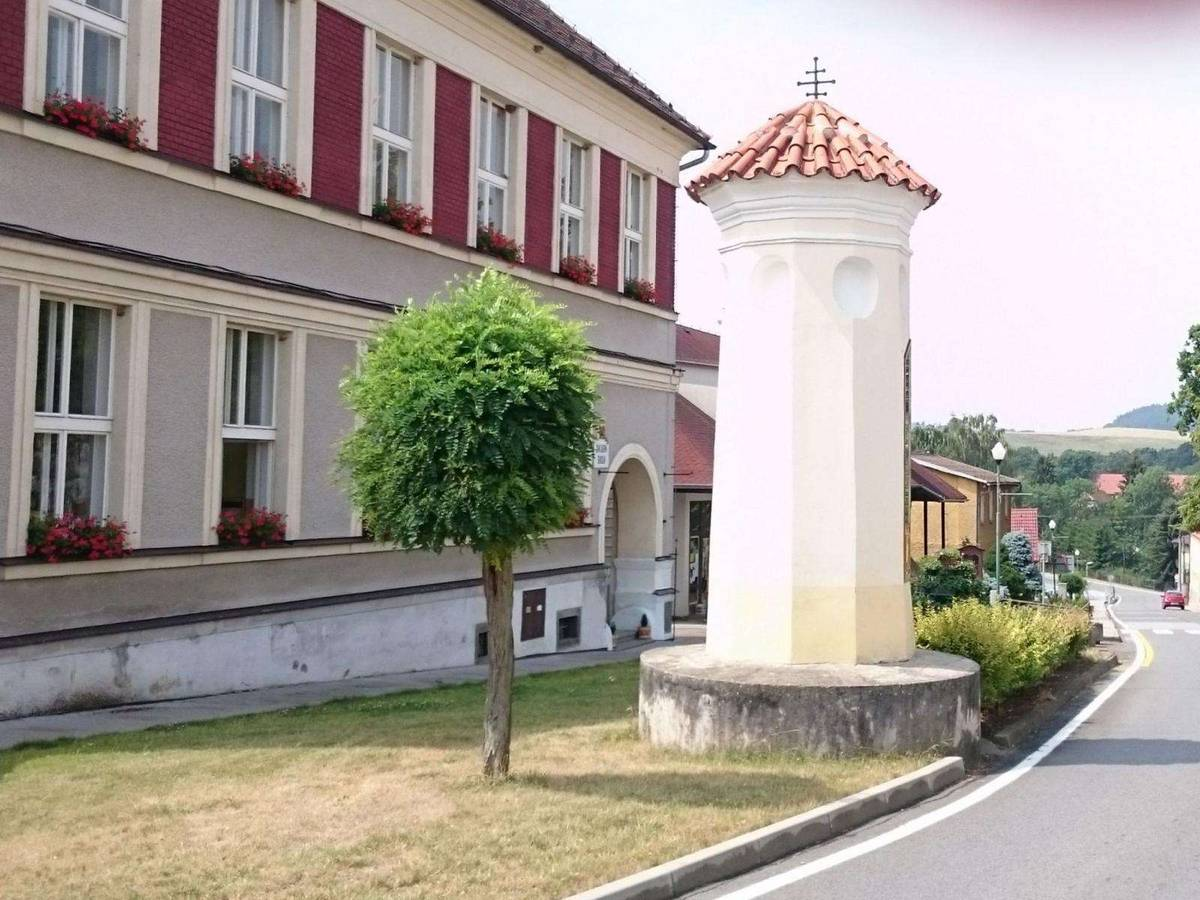
Niskapel (2021)
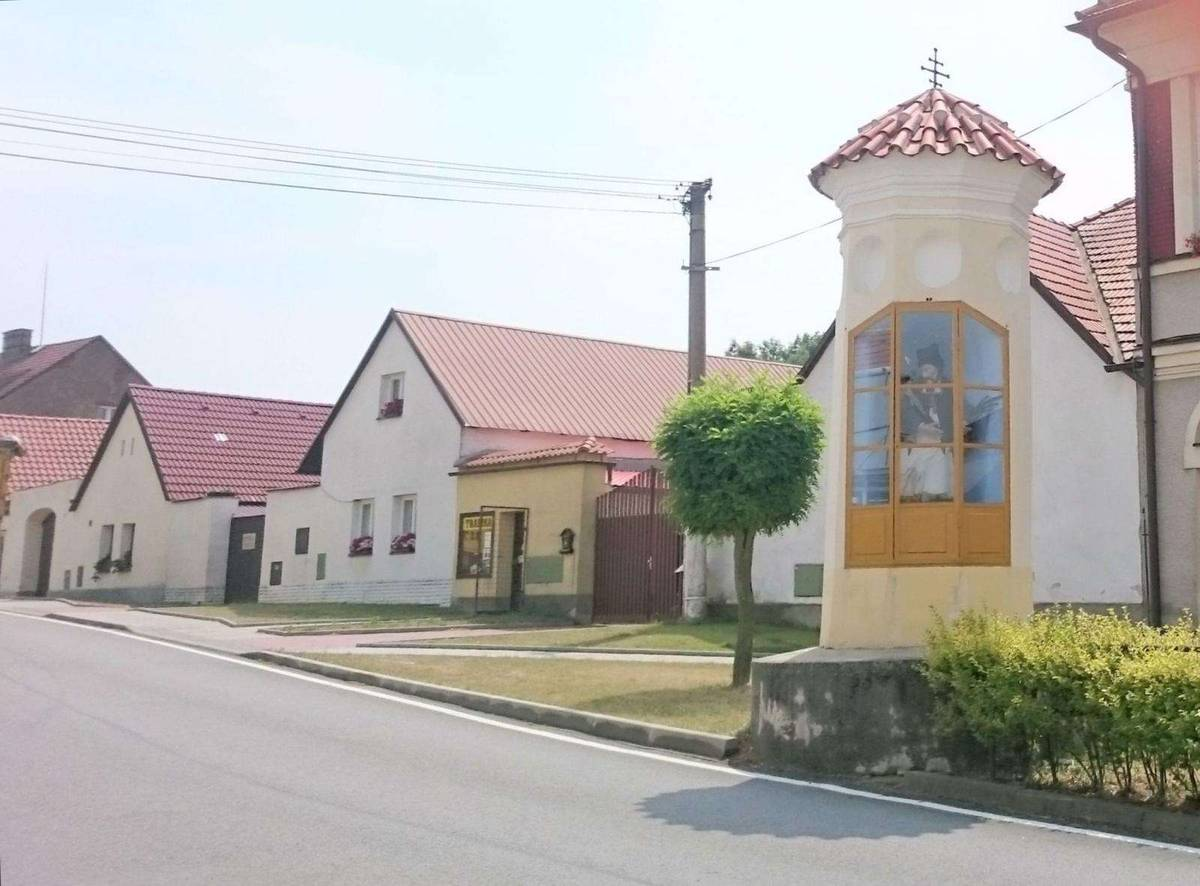
Niskapel (2021)
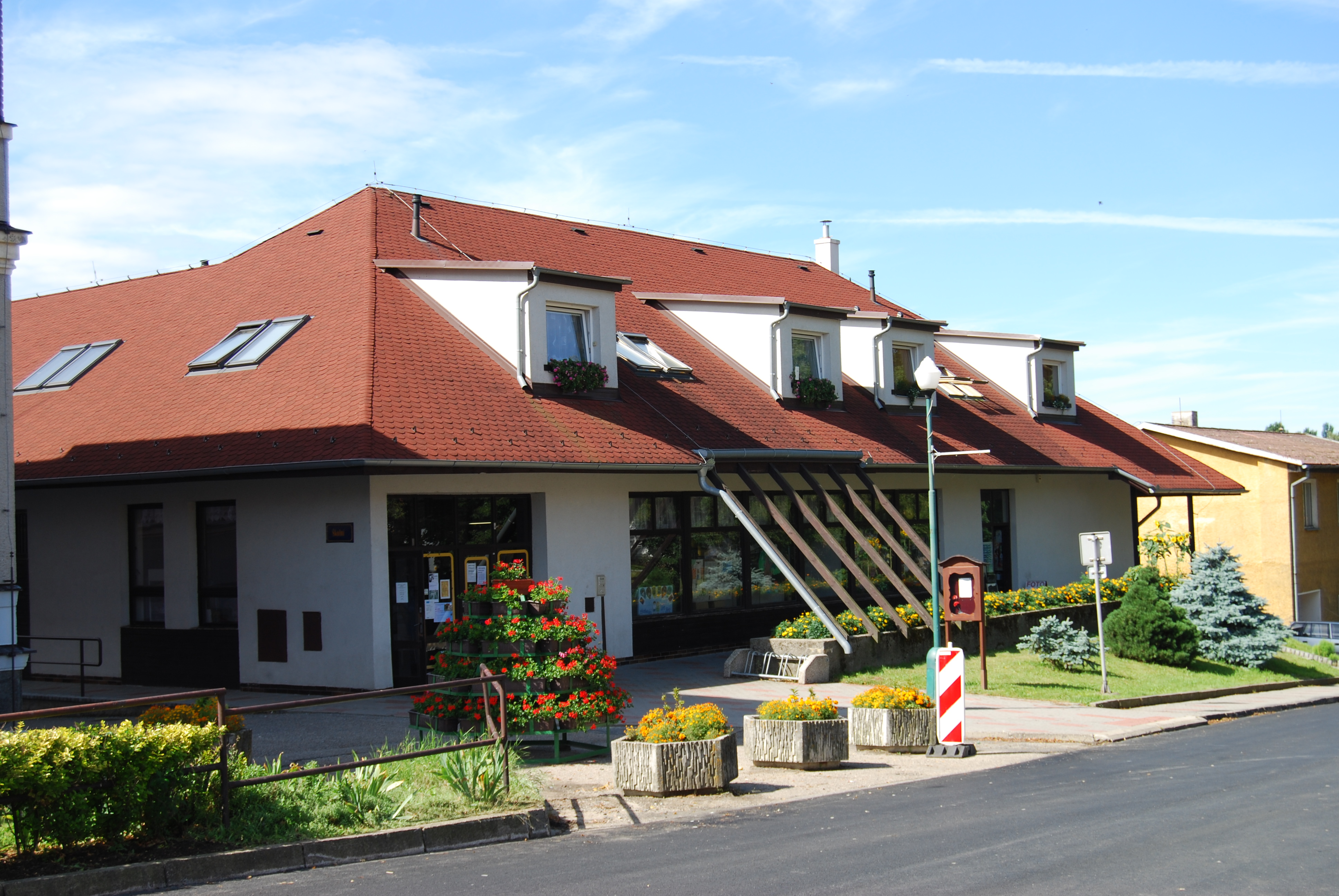
Gebouw aan het dorpsplein (2012)
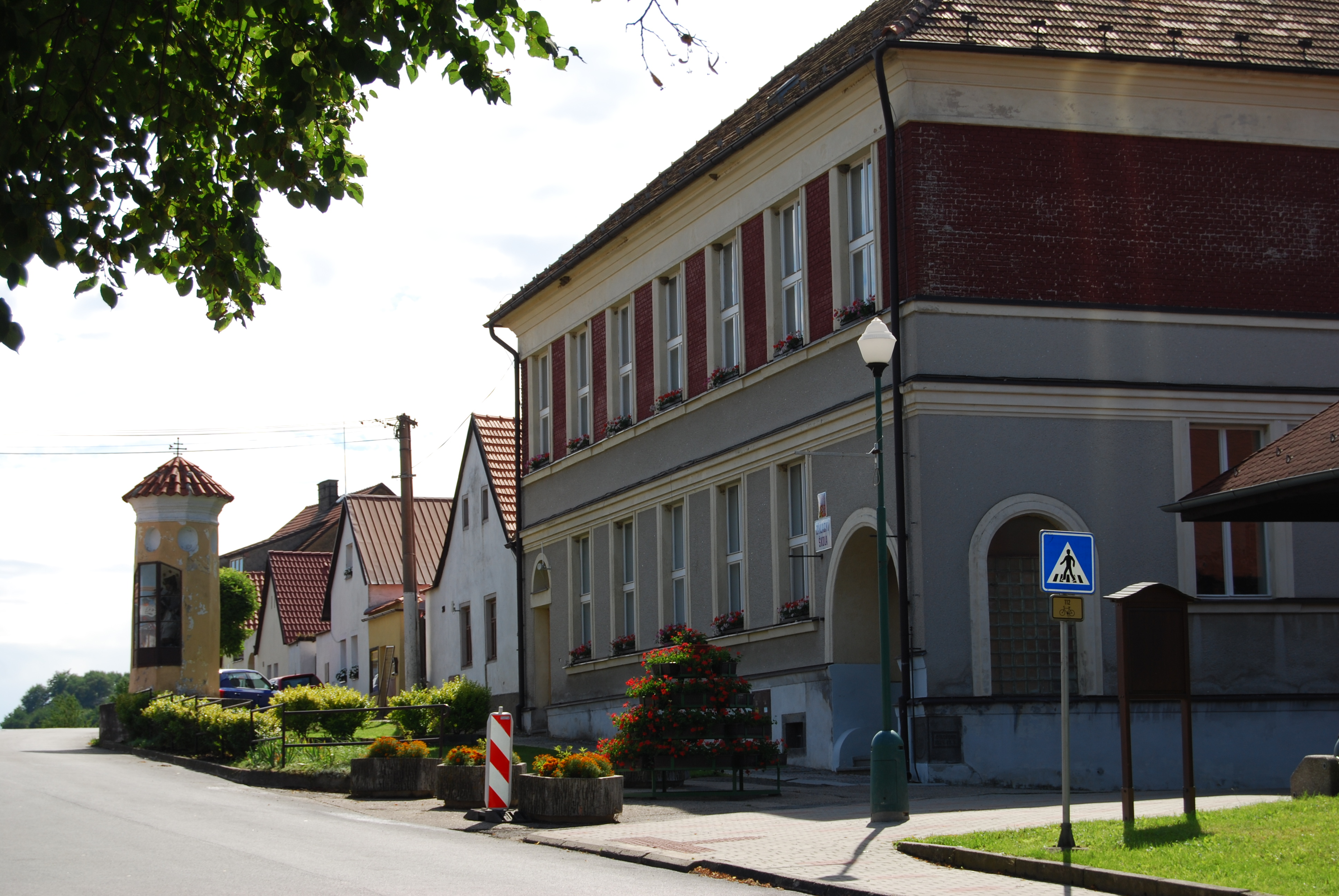
Gebouw en niskapel aan het dorpsplein (2012)
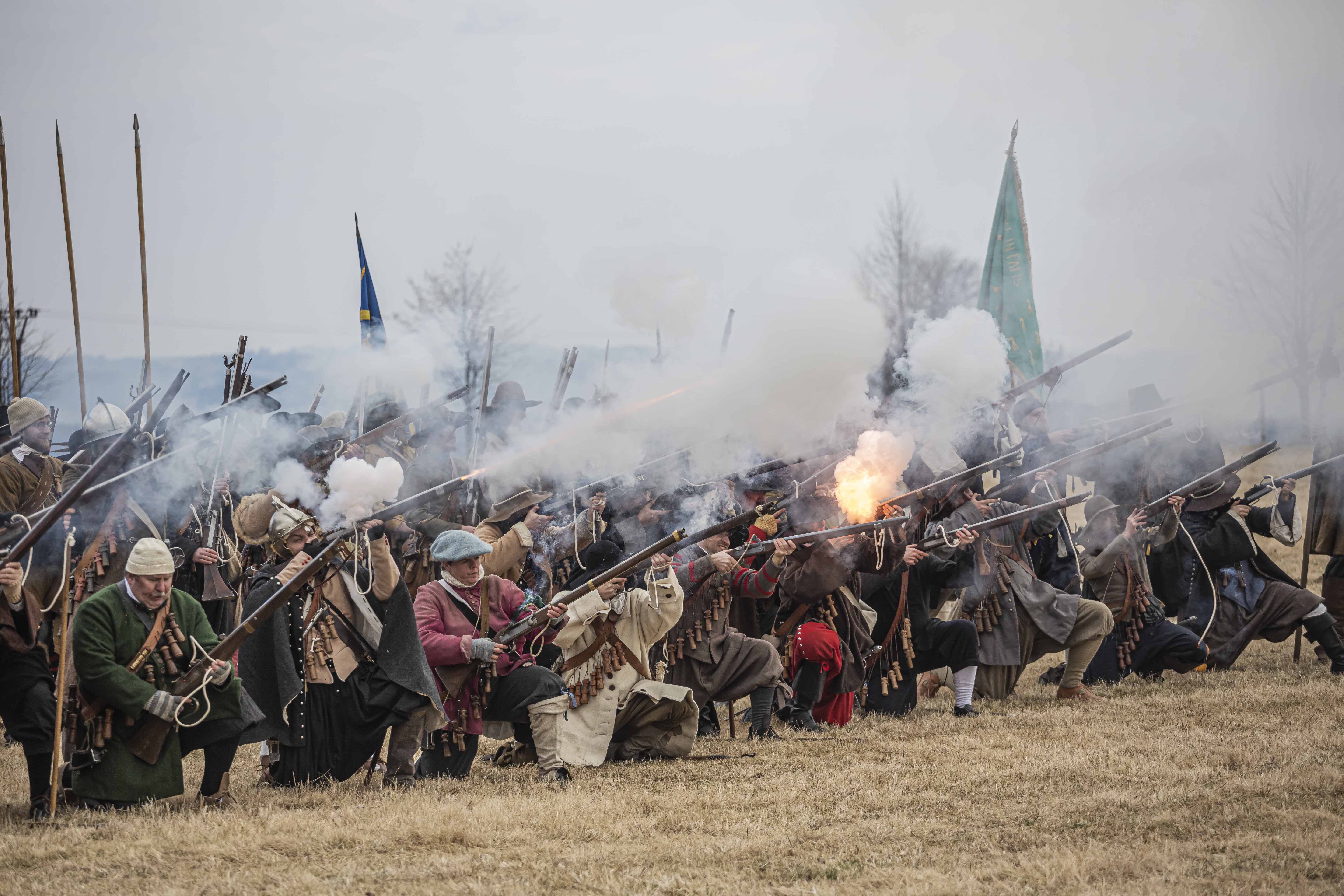
Nabootsing van de Slag bij Jankov (2022)
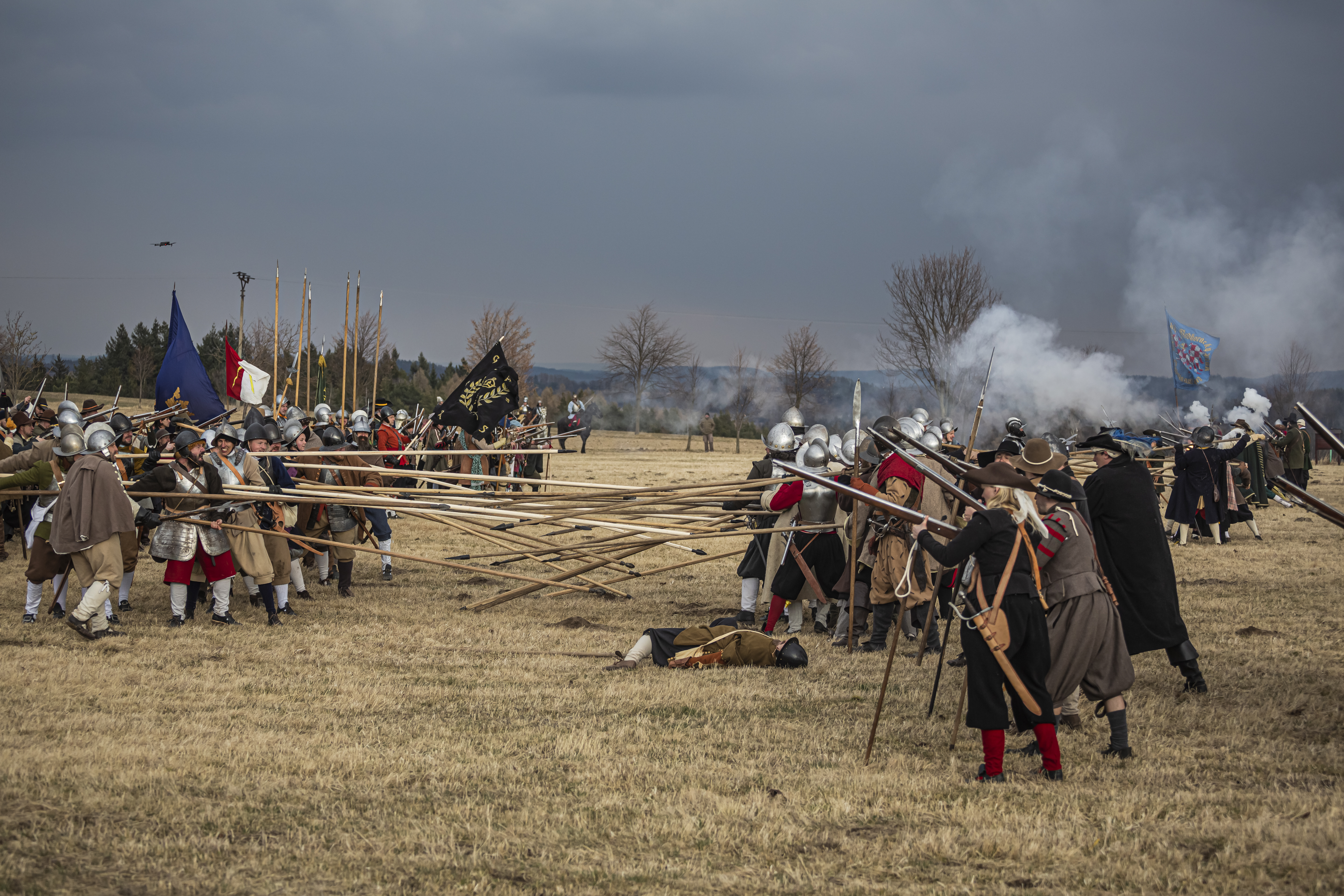
Nabootsing van de Slag bij Jankov (2022)
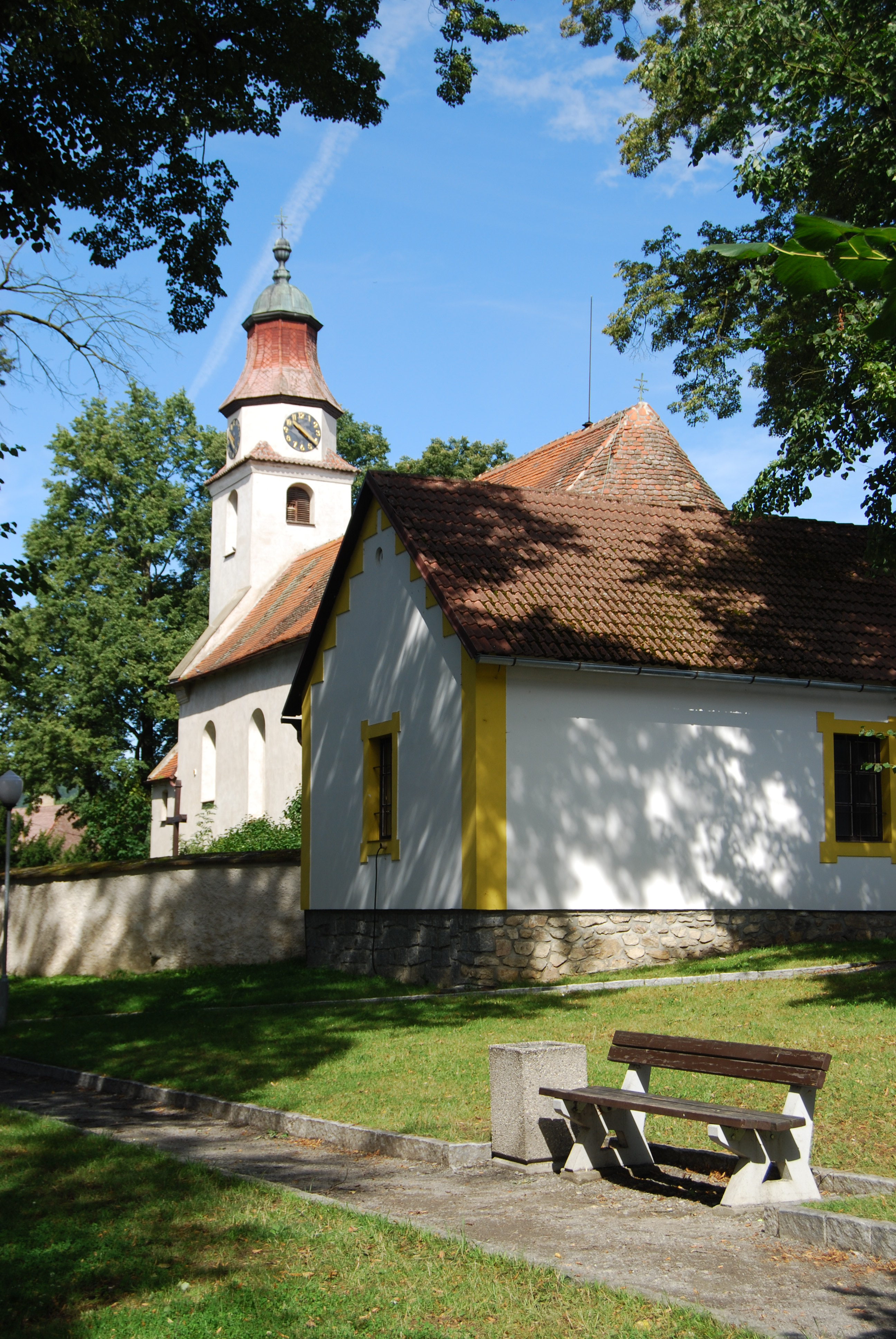
Sint-Johannes de Doperkerk (2012)